# ۲۰ تیر
۲۰ تیر صد و سیزدهمین روز سال در گاه‌شماری خورشیدی است. به پایان سال ۲۵۲ روز (۲۵۳ روز در سال کبیسه) باقی‌است.

## رویدادها
- ۱۱۷۲ - آقامحمدخان قاجار وارد شیراز شد.
- ۱۳۲۰ - انتقال میلاد جهانبازی از اسلام آباد (شاه آباد) به اصفهان شهرستان بزمه
- ۱۳۴۲ - آغاز کار راه فرح‌زاد به تهران[۱]
- ۱۳۴۹ - آغاز ساخت کتابخانهٔ کودک آبادان[۱]
- ۱۳۶۱ - قهرمانی ایتالیا در جام جهانی ۱۹۸۲
- ۱۳۷۸ - تظاهرات دانشجویی ۲۰ تیر ۱۳۷۸ تبریز
- ۱۳۸۹ - قهرمانی اسپانیا در جام جهانی ۲۰۱۰
- ۱۳۹۹ - انفجار در غرب تهران

## زادروزها
- ۱۳۳۰ - غلامرضا مصباحی‌مقدم، مجتهد و سیاستمدار اصولگرا
- ۱۳۳۹ - جعفر پناهی، کارگردان
- ۱۳۵۲ - محسن ترکی، داور فوتبال
- ۱۳۵۵ - آناهیتا نعمتی، بازیگر
- ۱۳۵۹ - احسان کرمی، مجری
- ۱۳۶۶ - هبه نور، بازیگر سوری

## درگذشت‌ها
- ۱۳۲۶ - سید جعفر پیشه‌وری، سیاستمدار
- ۱۳۸۲ - زهرا کاظمی، عکاس ساکن کانادا
- ۱۳۸۹ - عنایت‌الله رضا، نویسنده و فلسفه دان
- ۱۳۹۰ - حسن میرزایی اهرنجانی، عضو هیئت علمی گروه مدیریت دولتی دانشکده مدیریت دانشگاه تهران
- ۱۳۹۴ - حسین حاتمی، از فرماندهان ارتش جمهوری اسلامی ایران
- ۱۴۰۲ - احمد رضا احمدی، شاعر و نویسنده (زاده ۱۳۱۹)